# 卡伦王朝
卡伦王朝（Qarinvand，也可拼為Karenvand，和Qarenvand，或簡稱為Karenids）是伊朗人建立的王朝，統治塔巴里斯坦（今伊朗的馬贊達蘭省）的部分地區，統治期間從公元550年代到11世紀，塔巴里斯坦位於現今伊朗的北部。他們自認為達布依王朝的繼承者，以“吉蘭統治者（Gilgilan）”和“伊斯帕巴德（源自薩珊王朝時代頭銜「斯帕巴德」，意為大元帥）”的頭銜而為人知。卡伦王朝是蘇赫拉的後裔，蘇赫拉出身自納哈萬德的卡倫家族（伊朗七大家族之一），他在公元484年至493年間是薩珊王朝事實上的統治者。

## 歷史
卡倫家族因幫助薩珊王朝國王霍斯勞一世（在位期間約公元531-579年）對抗西突厥汗國，而獲得在塔巴里斯坦阿莫勒南部的封地作為回報，從此建立王朝。在公元7世紀，統治這個地區的達布依人將塔巴里斯坦部分土地授予一位不知名的卡伦統治者。公元760年，達布依王朝統治者庫爾希德被阿拉伯人的阿拔斯王朝擊敗，達布依王朝滅亡，塔巴里斯坦為阿拔斯王朝併吞，但卡伦王朝和其他較小的地方王朝仍然存在。這時，有資料提到有名為文德·荷姆茲是卡伦王朝統治者，而他的弟弟文德斯帕干（Vindaspagan）則是卡伦王朝西部地區的從屬統治者，這位從屬統治者的領地一直延伸到德萊木的邊境，德萊木則由德萊木人所控制。德萊木統治者、卡伦王朝統治者、以及塔巴里斯坦的其他統治者都是祆教的信徒。
文德·荷姆茲與巴文德王朝統治者撒文一世聯合率領當地人反抗穆斯林統治，以及反抗由阿巴斯王朝總督哈立德·伊本·巴爾馬克（在位期間公元768年到772年）在當地實施的伊斯蘭化和移民定居。巴爾馬克調離當地之後，當地統治者將巴爾馬克在高地建造的城鎮破壞。雖然當地統治者在公元781年宣誓對阿拔斯王朝哈里發效忠，但他們到公元782年又發動全面反穆斯林武裝行動，這場動亂直到公元785年因阿拔斯王朝派遣賽義德·哈拉希（Sa'id al-Harashi）帶領4萬部隊進入後才告平定。此後當地統治者與在低地的阿拔斯王朝總督關係有所改善，但卡伦王朝和巴文德王朝統治者仍然團結一致，反對穆斯林侵入高地，他們甚至禁止往生的穆斯林前往高低埋葬。例如像殺害阿拔斯王朝收稅人的獨立反抗事件也曾發生。但當這兩個小王朝的統治者在公元805年被召，前往覲見阿拔斯王朝第五代哈里發哈倫·拉希德時，他們允諾效忠，繳稅，並被迫將他們兒子留下作為人質，為期四年。
文德·荷姆茲在公元815年過世，由他兒子卡倫·伊本·文德荷姆茲（Qarin ibn Vindadhhurmuzd）繼承。阿巴斯王朝第七代哈里發馬蒙要求他與巴文德王朝統治者撒文一世繼承人沙里亞爾一世一起協助馬蒙從事的阿拉伯－拜占庭戰爭。撒文一世拒絕，而文德荷姆茲則接受，而在對拜占庭帝國的戰爭中獲得勝利。馬蒙給予文德荷姆茲甚多寵譽。沙里亞爾一世因嫉妒文德荷姆茲的名聲，開始吞併後者的部分領土。公元817年，在文德荷姆茲兒子馬茲雅統治期間，沙里亞爾一世透過馬茲雅的叔叔文德-烏米德（Vinda-Umid）協助，將後者驅離塔巴里斯坦，佔領其所有領土。
馬茲雅逃往馬蒙的宮廷，皈依為穆斯林，並在公元822/23年在阿拔斯王朝總督的支持下返回，進行徹底的報復。沙里亞爾一世兒子，也是繼任人沙普爾被擊敗，並遭殺害，馬茲雅將高地統一。他因日益強大而與居住在阿莫勒的穆斯林發生衝突，但他仍能控制這座城市，並讓阿拔斯王朝承認他有整個塔巴里斯坦地區的統治權。最終他與阿拔斯王朝在呼羅珊的總督阿卜杜拉·伊本·塔希爾發生爭執，並於公元839年被塔希爾俘虜，塔巴里斯坦亦遭佔領。巴文德王朝趁這個機會奪回祖先土地。沙普爾的兄弟卡倫一世因為協助塔希爾擊敗馬茲雅，而獲得沙普爾遺下的土地和王室頭銜。
馬茲雅的兄弟奎雅爾背叛前者，選擇協助塔希爾，而塔希爾向他許諾事成後可得卡伦的王位，他登基不久後，因背叛他兄弟的原因而被自己的德萊木人士兵所殺害。雖然許多學者認為奎雅爾之死，卡伦王朝即告滅亡，但這個王朝仍繼續統治塔巴里斯坦的部分地區，在公元864年有位名為巴杜斯潘·伊本·吉爾扎德（Baduspan ibn Gurdzad）被提及是卡伦王朝的統治者，他以支持阿拉菲德王朝建國者阿里德·哈桑·伊本·扎伊德而為人知。但他的兒子及繼承人的沙里亞爾·伊本·巴杜斯潘（Shahriyar ibn Baduspan）對扎伊德懷有敵意，但與巴文德王朝統治者魯斯坦姆一世相同，不得不屈從於其權威。巴杜斯潘兒子穆罕默德·伊本·沙里亞爾（Muhammad ibn Shahriyar ）在公元917年被提及，就像他父親一樣，對阿拉菲德王朝懷有敵意。兩個世紀後，一個名為阿米爾·馬赫迪（Amir Mahdi）的卡伦王朝統治者，在公元1,106年被提及，是沙里亞爾四世所統治統治的巴文德王朝之下其中的附庸之一。在此之後，沒有其他的卡伦統治者的名字為人所知。

## 已知卡伦王朝統治者
- 卡倫 (蘇赫拉之子)（Karin，公元550年代－？）
- 文德·荷姆茲（英语：Wandad Hurmuzd）（765年到815年）
- 卡倫·伊本·文德荷姆茲（Qarin ibn Vindadhhurmuzd，815年到817年）
- 馬茲雅（英语：Mazyar）（817年到839年）
- 奎雅爾（英语：Quhyar）（839年）
- 巴杜斯潘·伊本·吉爾扎德（Baduspan ibn Gurdzad，在864年被提到）
- 沙里亞爾·伊本·巴杜斯潘（Shahriyar ibn Baduspan，在914年被提到）
- 穆罕默德·伊本·沙里亞爾（Muhammad ibn Shahriyar，於917年被提到）
- 阿米爾·馬赫迪（Amir Mahdi，在1106年提到）